# Přemysl Rabas

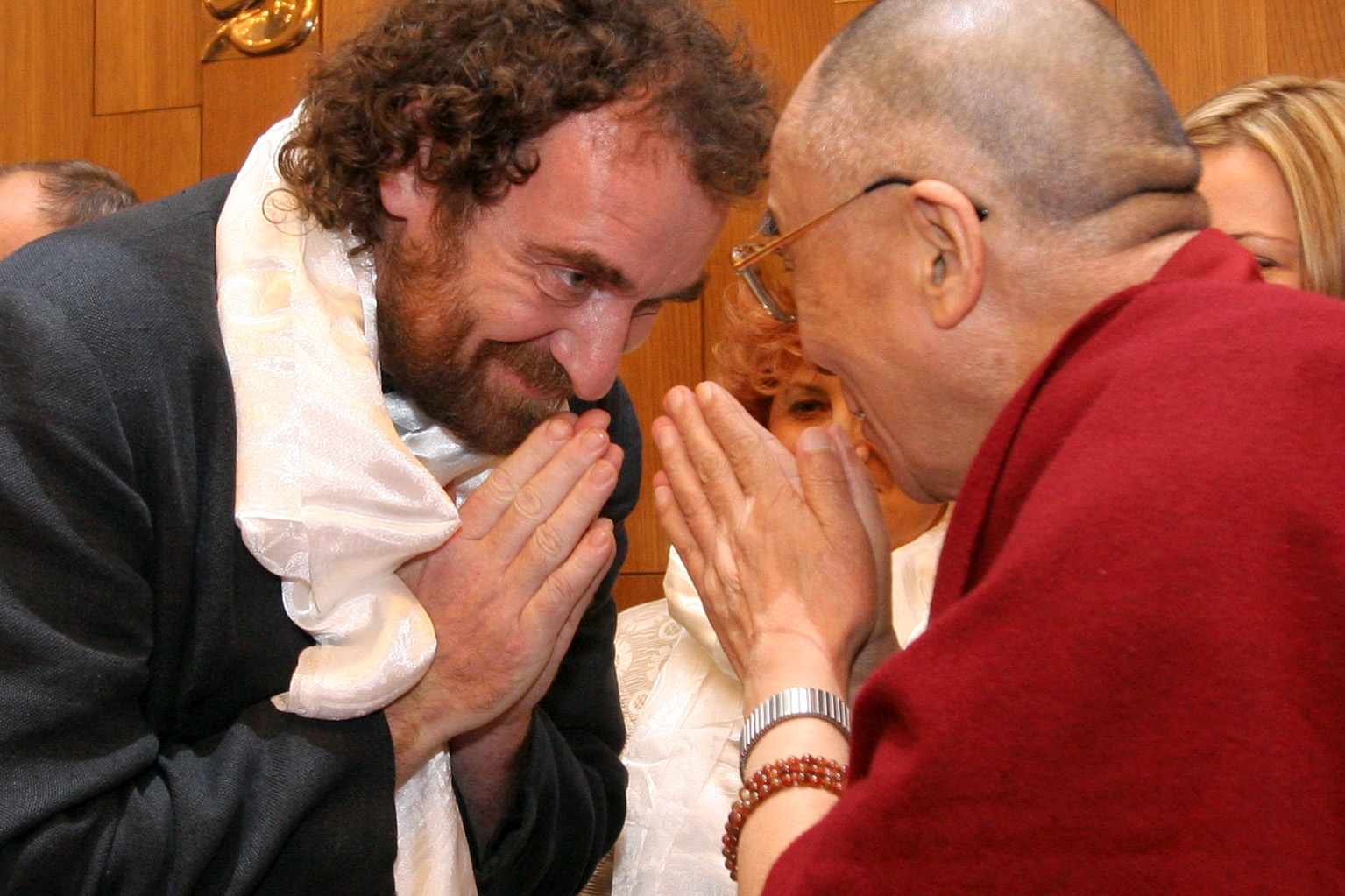
Přemysl Rabas a Dalajláma

Přemysl Rabas (* 13. srpna 1963 Chomutov) je ředitel zoologické zahrady ve Dvoře Králové, předtím dlouholetý ředitel Podkrušnohorského zooparku v Chomutově a český politik, od roku 2018 senátor pro obvod č. 5 – Chomutov za hnutí SEN 21, v letech 2006 až 2010 poslanec Poslanecké sněmovny PČR za Stranu zelených, v letech 2012 až 2014 zastupitel Ústeckého kraje, v letech 1998 až 2014 zastupitel města Chomutov.

## Mládí a studia
Narodil se v Chomutově a vyrůstal v Kadani. Absolvoval učiliště v Chomutově a nástavbu s maturitou v Lounech, následně vystudoval Vysokou školu veterinární v Brně. Prošel odbornými stážemi v řadě českých zoologických zahrad a studoval veterinární medicínu v tropických a subtropických oblastech.

## Pracovní a odborná kariéra
V letech 1988–1990 působil jako vedoucí oddělení v Ústavu ochrany genofondu při zoo ve Dvoře Králové nad Labem. V září 1990 nastoupil do Podkrušnohorského zooparku v Chomutově jako vedoucí oddělení zoologie. Mezi roky 1992 až 2008 působil ve funkci ředitele této zoo. V tomto období se zoopark stal členem prestižních mezinárodních organizací, zapojil se do záchranných a výzkumných programů, rozvinul vzdělávací a popularizační činnost. V současnosti se jedná o nejnavštěvovanější kulturní zařízení v regionu.[zdroj⁠?!]
Rabas je aktivním členem řady zoologických institucí. Dvě volební období zastával funkci viceprezidenta a v letech 2003–2005 prezidenta Unie českých a slovenských zoologických zahrad. Je členem prezídia Euro-asijské regionální asociace zoo a akvárií. Zastupoval Česko ve Výboru pro chov šelem Evropské asociace zoo a akvárií. V roce 2003 byl jmenován členem Komise pro zoologické zahrady při Ministerstvu životního prostředí České republiky a následně do podobné komise na Slovensku.
Je aktivním účastníkem v reintrodukčních programech a inventarizačních průzkumech. Od roku 2002 se podílel na projektu Nová odysea, v jehož rámci probíhalo satelitní sledování čápů černých v Asii.
Publikuje v odborných i populárních časopisech. V roce 2002 vydal knihu Pil jsem ze Zambezi. Je spoluautorem knihy Zoopark – přestupní stanice a autorem desetidílného seriálu Přežili rok 2000.
V listopadu 2008 získal Cenu ministra životního prostředí.

### Odvolání z funkce ředitele Podkrušnohorského zooparku
V dubnu 2008 byl městskou radou po 16 letech odvolán z místa ředitele Podkrušnohorského zooparku v Chomutově. Rabas důvody svého odvolání odmítl s tím, že Nejvyšší kontrolní úřad neobjevil žádné závažné pochybení a že radní vycházeli z několik let starých zpráv NKÚ.
Proti odvolání Přemysla Rabase se zvedla vlna odporu obyvatel Chomutova. Petici podporující Rabasovo setrvání ve funkci ředitele podepsalo 47 z 62 zaměstnanců zooparku. Předsedkyně ústecké organizace Strany zelených Džamila Stehlíková v této souvislosti obvinila tamní ODS a ČSSD, že se snaží před krajskými volbami zbavit populárního konkurenta. Rabasovo odvolání bylo důvodem k odchodu SZ z rady města Chomutov.

### Ředitelem Zoo Dvůr Králové
V prosinci 2012 vyhrál konkurz na ředitele ZOO Dvůr Králové poté, co kvůli narůstající kritice rezignovala (po 16 letech ve funkci) ředitelka Dana Holečková. Rabasovým deklarovaným zájmem a úkolem je stabilizace Zoo: ta totiž pod vedením D. Holečkové prošla výraznou modernizací, ale vážný spor s asociacemi zoologických zahrad EAZA a WAZA kvůli reintrodukci nosorožců do Afriky vedl k ukončení členství v těchto organizacích a následnému omezení výměny zvířat v rámci jejích chovných programů (Zoo v této souvislosti například přišla o chovnou samici okapi). Do EAZA se zoo v roce 2015 znovu připojila. Terčem kritiky byla také klesající návštěvnost v posledních dvou letech – není přitom jasné, zda za to mohla cenová politika Zoo nebo všeobecný pokles ekonomiky. Po jeho nástupu byl změněn tok návštěvníků v safari (mj. vybudováním dřevěného mostu přes velký výběh pro žirafy a úpravou pohybu vozidel), došlo ke zřízení nové atrakce – velkého dětského prolézacího hradu nebo k dokončení nového pavilonu pro lidoopy.

## Politická kariéra
V komunálních volbách roku 1998, komunálních volbách roku 2002, komunálních volbách roku 2006 a komunálních volbách roku 2010 byl zvolen do zastupitelstva města Chomutov. Profesně se uvádí k roku 1998 a 2002 jako ředitel zooparku, v roce 2006 coby poslanec a roku 2010 jako poradce pro zoologické zahrady. V roce 1998 a 2002 kandidoval coby bezpartijní za Stranu zelených, v roce 2006 a 2010 jako člen Strany zelených. V řádných i opakovaných komunálních volbách v roce 2014 a 2015 kandidoval jako člen SZ na posledním místě kandidátky hnutí „PRO Chomutov“ (tj. SZ a nezávislí kandidáti), ani jednou však nebyl zvolen.
Členem Strany zelených byl od roku 2006. Ve volbách v roce 2006 byl zvolen do Poslanecké sněmovny PČR za Stranu zelených (volební obvod Ústecký kraj). V letech 2006–2007 působil jako místopředseda výboru pro veřejnou správu a regionální rozvoj, byl členem zemědělského výboru, v letech 2007–2009 členem výboru pro životní prostředí a členem mandátového a imunitního výboru. V letech 2008–2010 zastával funkci předsedy poslaneckého klubu Strany zelených. Ve Sněmovně setrval do voleb v roce 2010. Ve volbách do Poslanecké sněmovny PČR v roce 2010 svůj poslanecký post neobhájil. V roce 2012 se uvádí jako první místopředseda Strany zelených. Do této funkce nastoupil po neúspěchu strany ve volbách roku 2010.
V krajských volbách roku 2012 byl zvolen do Zastupitelstva Ústeckého kraje za hnutí PRO kraj, jehož součástí byla i Strana zelených. Na funkci rezignoval v prosinci 2014, důvodem bylo dle jeho slov zaměstnání v ZOO Dvůr Králové a sílící pocit, že lidé ve veřejných funkcích by se měli střídat. Zároveň v senátních volbách roku 2012 kandidoval za senátní obvod č. 5 – Chomutov. Získal 16 % hlasů a těsně nepostoupil do 2. kola.
Ve volbách do Evropského parlamentu v roce 2014 kandidoval na 27. místě kandidátky Strany zelených, ale neuspěl.
Ve volbách do Senátu PČR v roce 2018 kandidoval jako nestraník za hnutí SEN 21 v obvodu č. 5 – Chomutov. Podpořili jej Piráti, Zelení, KDU-ČSL, TOP 09, Liberálně ekologická strana i Hnutí PRO Kraj. Se ziskem 33,51 % hlasů vyhrál první kolo voleb a ve druhém kole se utkal s nestraničkou za hnutí ANO 2011 Martinou Chodackou. Tu porazil poměrem hlasů 62,52 % : 37,47 % a stal se senátorem.
V Senátu PČR je členem Senátorského klubu SEN 21 a Piráti, Stálé komise Senátu pro rozvoj venkova, Stálé komise Senátu pro krajany žijící v zahraničí, Podvýboru pro regiony v transformaci Výboru pro územní rozvoj, veřejnou správu a životní prostředí, je rovněž místopředsedou Výboru pro vzdělávání, vědu, kulturu, lidská práva a petice.
V únoru 2019 otevřel regionální senátorskou kancelář v bývalém obchodním domě Labuť v centru Chomutova.
Ve volbách do Senátu PČR v roce 2024 obhajoval mandát senátora jako nestraník za hnutí SEN 21. Podporovali jej také Piráti, strana LES a Zelení. V prvním kole skončil druhý, když získal 20,73 % hlasů. Ve druhém kole se utkal s kandidátem KSČM, SOCDEM a ČSNS Jaroslavem Komínkem, kterého porazil se ziskem 52,95 % hlasů, a zůstal tak senátorem.

## Soukromý život
Přemysl Rabas má dvě děti.
Od svého mládí se přátelil s českým kreslířem, karikaturistou, ilustrátorem a humoristou Jiřím Winterem - Nepraktou.